# 아치볼드 매클리시

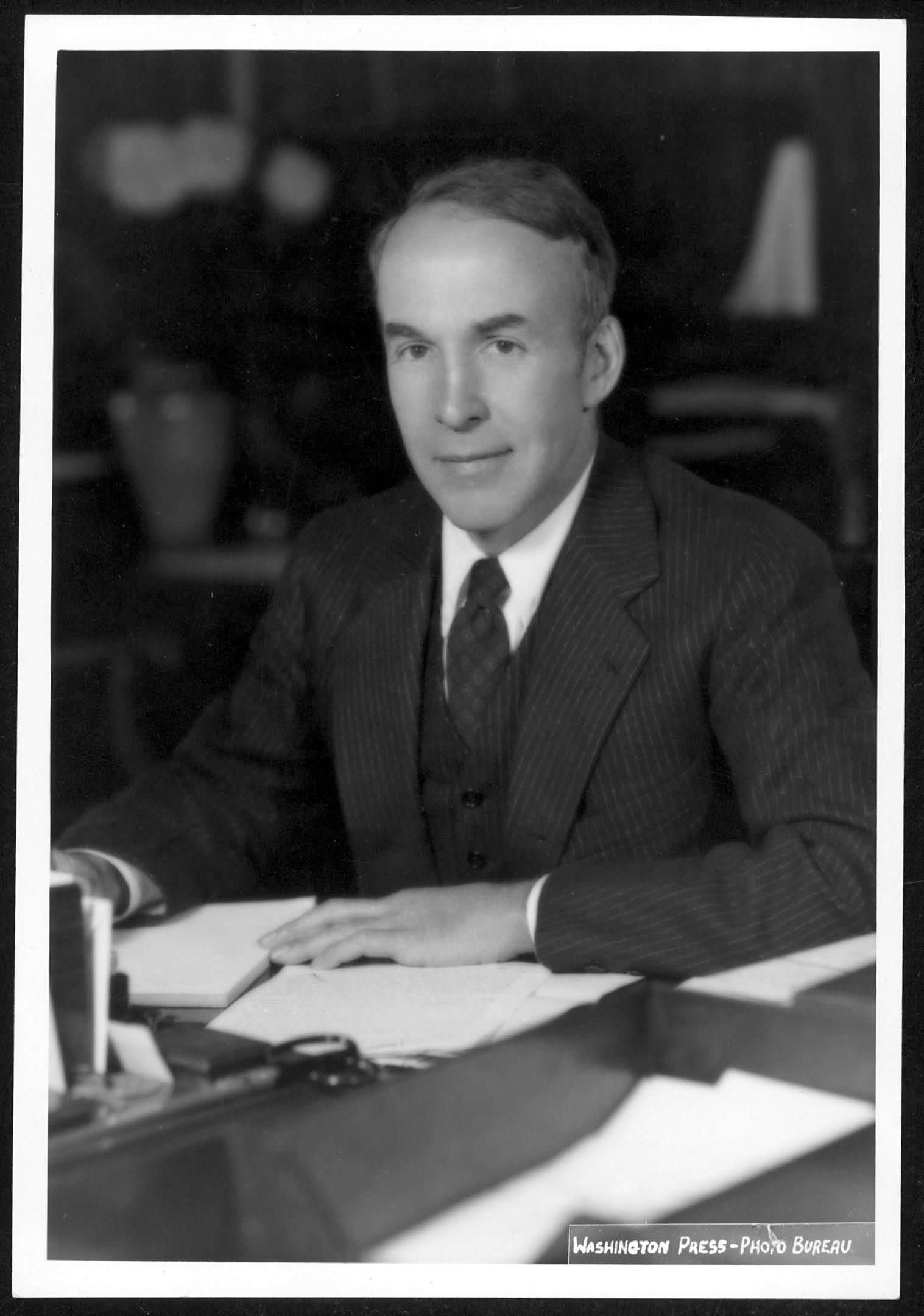

아치볼드 매클리시(Archibald MacLeish, 1892년 5월 7일 – 1982년 4월 20일)는 미국의 시인이다.
일리노이주 태생. 예일, 하버드 양대학에서 배우고 제1차 세계대전으로 프랑스에 출정(出征). 귀국 후 변호사를 개업한 후 문학에 전심했다. <상아탑(象牙塔)>(1917) 이후 장시 <정복자>(1932)로 퓰리처 상을 수상했다. 그의 사회적 관심은 <뉴펀들랜드>(1930)나, 몇 개의 방송국에서 엿보인다. 국무차관보나 유네스코 파리 주재 미국대표 등의 직에도 종사했다.